# چرا

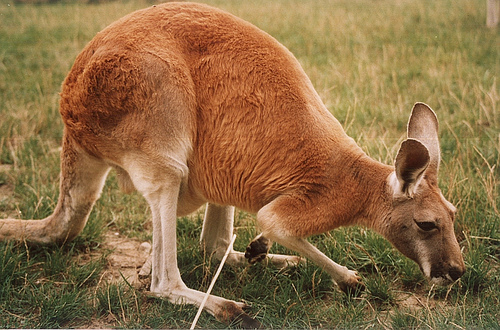
کانگورو قرمز در حال چریدن

چرا یا چریدن (به انگلیسی: Grazing)، در کشاورزی توصیف نوعی خوردن است که در آن گیاه‌خواران از گیاهی (همچون چمن) یا دیگر پرسلولی‌ها (همچون جلبک) تغذیه می‌نماید. در تغذیه چرا به دلیل عدم شکار و کشته شدن موجودات دیگر، متفاوت از تغذیه از راه شکار و به واسطه نبود هم‌زیستی دو موجود متفاوت با تغذیه انگلی است. 
چرا، بخش مهمی در کشاورزی و دامپروری است، زیرا مصرف گیاهان و دیگر علوفه ها در چرا برای به‌دست آمدن گوشت، شیر و دیگر محصولات دامی پراهمیت است. 